# Стадион Грбавица
Стадион Грбавица је фудбалски стадион у насељу Грбавица, Сарајево, Федерација БиХ, БиХ. На њему своје домаће утакмице игра ФК Жељезничар. Стадион је отворен 1953. и има капацитет од 13.146 седећих места. Међу навијачима Жељезничара стадион је познат и као „Долина Ћупова“.

## Стадион
Стадион Грбавица је лоциран у сарајевском насељу Грбавица по којем је и добио име. Стадион је искључиво фудбалски, без атлетске стазе. Током постојања стадион је реновиран и дограђиван у три наврата.
Радови на изградњи стадиона су почели 1949. у оквиру радних акција коју су покренули чланови Радничког спортског друштва Жељезничар, а завршени су 13. септембра 1953. године. Грбавица је тада имала само једну праву трибину, западну, која је пренесена са стадиона „6. април“ са Маријин-Двора. Тада је направљен стадион са атлетском стазом, која је уклоњена током реконструкције од 1968. до 1976. године.
У оквиру Грбавице налазе се и два помоћна терена на којима своје тренинге одржавају првотимци Жељезничара и млађе категорије клуба. У западној трибини налазе се просторије фудбалског клуба Жељезничар.

### Реконструкције
Прво веће реновирање стадион је доживео 30. јуна 1968. када је затворен за утакмице, а обнављање је завршено 25. априла 1976. године када се Жељезничар вратио у свој дом.
Током рата у Босни и Херцеговини Грбавица се налазила на самој линији фронта те је претрпела велика оштећења. Дрвена трибина са запада је запаљена, а део стадиона је и миниран. Са реинтеграцијом насеља Грбавица у Сарајево, СД Жељезничар је извршио масивно обнављање комплетног стадиона и околних помоћних терена и изградњу дрвене трибине на западу. Стадион је тако имао око 20.000 места, од чега 500 са столицама на западној трибини.
Трећа реконструкција стадиона десила се у лето 2004. године када су у потпуности обновљене свлачионице и постављене столице на северној и јужној трибини, смањујући тако укупни капацитет стадиона на 12.000 места (9.000 столица). За утакмице у европским такмичењима затворена је источна трибина, која не испуњава УЕФА критеријуме.

## Утакмице
Прва утакмица на новоизграђеној Грбавици одиграна је 13. септембра 1953. у оквиру Друге лиге запад против Шибеника, Жељезничар је победио резултатом 4:1.
У периоду од 1992. до 1995. године на Грбавици је утакмице играо фудбалски клуб Жељезничар из Српског Сарајева.
У оквиру наступа у УЕФА купу у сезони 1984/85. Жељезничар је на Грбавици дочекивао своје противнике, а једна од највећих посета је забележена у утакмици полуфинала против мађарског Видеотона, када је на стадиону било 27.000 гледалаца. Жељезничар је победио са 2:1, али то ипак није било довољно да се надокнади заостатак од 3:1 из првог меча.

### Утакмице репрезентације
| Датум             |                     | Резултат |                    | Такмичење                   |
| ----------------- | ------------------- | -------- | ------------------ | --------------------------- |
| 14. октобар 1987. | Југославија         | 3:0      | Северна Ирска      | Квалификације за ЕУРО 1988. |
| 27. март 2002.    | Босна и Херцеговина | 4:4      | Северна Македонија | Пријатељска                 |
| 10. август 2010.  | Босна и Херцеговина | 1:1      | Катар              | Пријатељска                 |